# Phaedon poneli
Phaedon poneli là một loài bọ cánh cứng trong họ Chrysomelidae. Loài này được Bergeal miêu tả khoa học năm 2001.